# Нуно Рейш
Нуно Мигел Перейра Рейш е португалски професионален футболист, който играе като централен защитник в Първа професионална футболна лига (efbet Лига) за Левски София.

## Биография
Роден е на 31 януари 1991 в Муртен, Швейцария син на португалски имигранти. Висок е 1.84 метра.

## Кариера
Рейш се присъедини към младежките клуб на ФК Спортинг (Лисабон) през 2003 г. на 12-годишна възраст. По време на своите формационни години с лисабонския клуб той печели осем титли (включително пет национални първенства).След като завършва академията на Спортинг, Рейш е отпуснат на заем в Серкъл Брюж КСВ. На 29 януари 2014 г., след един сезон със СК Олянензе – той направи своя дебют в Примейра Лига.На 5 юни 2016 отива в ФК Панатинайкос.Рейш се завърна в страната си на 28 януари 2018 г., подписвайки с Витория Сетубал. до юни 2020 г.
На 5 септември обаче той отново отиде в чужбина, след като се съгласи на тригодишна сделка в Левски София.